# Coupe du monde de cyclo-cross 1994-1995
Navigation
1993-1994 1995-1996
La 2e édition de la coupe du monde de cyclo-cross s'est déroulée entre les mois d'octobre 1994 et janvier 1995. Elle comprenait cinq manches disputées par les hommes. Le classement général a été remporté par l'Italien Daniele Pontoni.

## Résultats
| #  | Lieu             | Date        | Vainqueur         | Deuxième            | Troisième        |
| -- | ---------------- | ----------- | ----------------- | ------------------- | ---------------- |
| 1. | Wangen           | 16 octobre  | Dominique Arnould | Pavel Camrda        | Emmanuel Magnien |
| 2. | Azzano Decimo    | 13 novembre | Daniele Pontoni   | Paul Herijgers      | Marc Janssens    |
| 3. | Igorre           | 11 décembre | Daniele Pontoni   | Jérôme Chiotti      | Paul Herijgers   |
| 4. | Loenhout         | 28 décembre | Radomir Simunek   | Richard Groenendaal | Daniele Pontoni  |
| 5. | Sablé-sur-Sarthe | 15 janvier  | Dominique Arnould | Emmanuel Magnien    | Daniele Pontoni  |

## Classement final
|    | Coureur             | Pays     | Pts |
| 1  | Daniele Pontoni     | Italie   | 66  |
| 2  | Dominique Arnould   | France   | 54  |
| 3  | Radomir Simunek     | Tchéquie | 51  |
| 4  | Adrie van der Poel  | Pays-Bas | 48  |
| 5  | Jérôme Chiotti      | France   | 40  |
| 6  | Emmanuel Magnien    | France   | 37  |
| 7  | Danny De Bie        | Belgique | 34  |
| 8  | Richard Groenendaal | Pays-Bas | 32  |
| 9  | Paul Herijgers      | Belgique | 28  |
| 10 | Beat Wabel          | Suisse   | 24  |